# 钩突鬼蟹
钩突鬼蟹（学名：Tymolus uncifer）为鬼蟹科鬼蟹属的动物。分布于日本、安达曼海、东非，包括东海等海域，生活环境为海水，主要栖息于水深50-300米的泥质或泥沙海底。其生存的海拔范围为-300至-50米。